# Греј Хајландс (Онтарио)
Греј Хајландс (енгл. Grey Highlands) је општина у Канади у покрајини Онтарио. Према резултатима пописа 2011. у општини је живело 9.520 становника.

## Становништво
Према резултатима пописа становништва из 2011. у граду је живело 9.520 становника, што је за 0,4% више у односу на попис из 2006. када је регистровано 9.480 житеља.
| 2006. | 2011. |
| ----- | ----- |
| 9.480 | 9.520 |